# Hanceville (Alabama)
Hanceville es una ciudad ubicada en el condado de Cullman en el estado estadounidense de Alabama. En el censo de 2000, su población era de 2951.

## Demografía
En el 2000 la renta per cápita promedia del hogar era de $26,351, y el ingreso promedio para una familia era de $35,370. El ingreso per cápita para la localidad era de $13,371. Los hombres tenían un ingreso per cápita de $31,439 contra $18,112 para las mujeres.

## Geografía
Hanceville se encuentra ubicada en las coordenadas 34°3′48″N 86°45′39″O / 34.06333, -86.76083 (34.063463, -86.760908).
Según la Oficina del Censo de los EE. UU., la ciudad tiene un área total de 4.11 millas cuadradas (10.64 km²).